# Тараканов, Тимофей Никитич
Тимофе́й Ники́тич Тарака́нов (1774 — после 1834) — русский исследователь земель Русской Америки — территории современных Орегона, Калифорнии, Британской Колумбии, а также бассейна реки Колумбия и Гавайских островов.

## Биография
Родился в 1774 году, по своему происхождению — крепостной дворовый человек курского помещика Никанора Ивановича Переверзева. В 1797 был направлен своим хозяином на службу в Российско-Американскую Компанию (РАК).
Первые достоверные сведения о его деятельности в колониях относится к 1803 году, когда Главный Правитель РАК Александр Андреевич Баранов передал  Тимофею Тараканову и Афанасию Швецову промысловую артель из сорока кадьякцев, под их управление.
Известно, что после получения вольной от своего хозяина, в апреле 1820 года он вместе с женой и сыном отбыл в Охотск. Тимофей Никитич также упоминается в документах 1834 года. Последние документальные сведения о нём — материалы 9-й ревизии (1851) сообщают о том, что самого Тараканова и сына его Алексея «в городе Курске не оказалось», и дальнейшая его судьба достоверно не известна.

## Награды и звания
- Вольноотпущенный (ок.1819)
- Курской казённой палатой зачислен, вместе с семьёй, в курское мещанство (20 мая 1825).